# Área de descanso

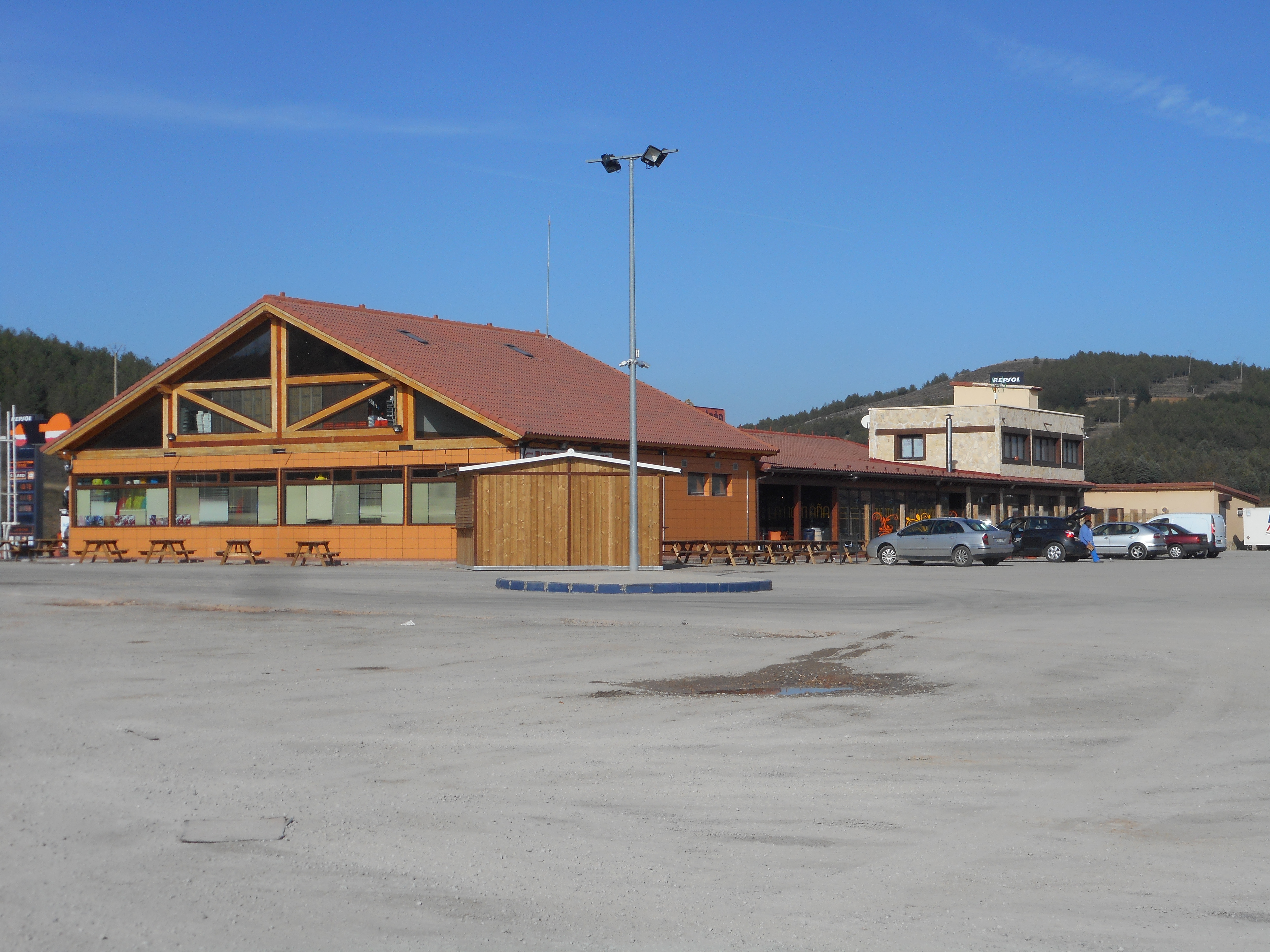
Área de servicio en Puebla de San Vicente en la Provincia de Palencia (España).

Señal de tráfico que identifica un área de descanso en España.

Un área de descanso o área de servicio es una instalación pública próxima a un eje de comunicación por carretera, como autopistas, en la que los conductores y los pasajeros pueden descansar, comer o repostar combustible sin desviarse de su ruta.
Las instalaciones suelen incluir aparcamientos para automóviles y vehículos pesados con estaciones de servicio y zonas recreativas con merenderos.
Muchas se completan con pequeñas tiendas de alimentación, prensa y componentes para el automóvil; restaurantes; gasolineras, cajeros automáticos; hospedajes y puntos de descarga de aguas grises y basuras para autocaravanas. En muchos casos parte de los aparcamientos para turismo estas cubiertos con tejavanas metálicas que les protege de las inclemencias del tiempo y el calor. A veces el restaurante es construido como un puente sobre la carretera, sobre todo en autopistas o autovías, proporcionando acceso desde ambos lados de la carretera sin la necesidad de cruzar esta mediante un paso inferior o pasarela.
En cambio los tipos más básicos de áreas de descanso no poseen ninguna instalación: únicamente consisten de una salida de carretera con una zona de aparcamiento y área de pícnic donde los conductores pueden descansar, comer algo, consultar sus mapas o atender sus dispositivos móviles.
Algunas de estas áreas en rutas de largo recorrido tienden a ser localizadas en zonas remotas y rurales donde no hay prácticamente ningún restaurante, gasolinera, alojamiento u otros servicios cercanos para el viajero. Así mismo también se suelen proyectar la instalación de estas áreas de servicio en zonas próximas a puertos de montaña, donde los vehículos pueden detenerse de manera segura ante las inclemencias del tiempo o posibles cierres de la vía por nevadas. Las ubicaciones de todas estas áreas suelen ser advertidas a los conductores mediante señales en la carretera y recogidas en mapas y sistema de navegación para automóviles.
Las áreas de descanso son comunes en los Estados Unidos, Canadá, Australia y algunas partes de Europa, África y Asia.

## Europa

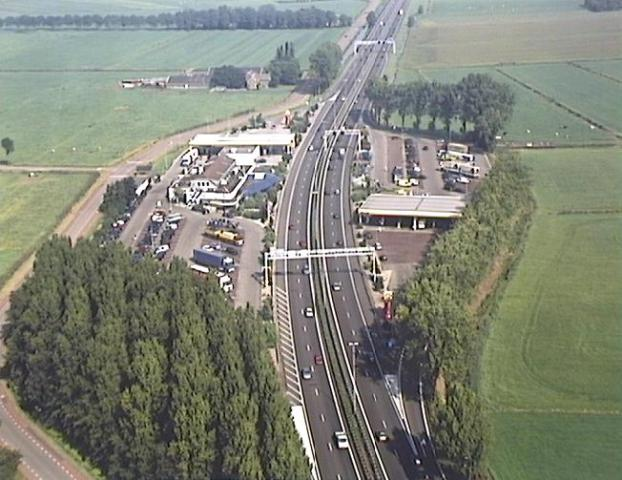
Área de servicio de Lucht en la autopista holandesa A2.

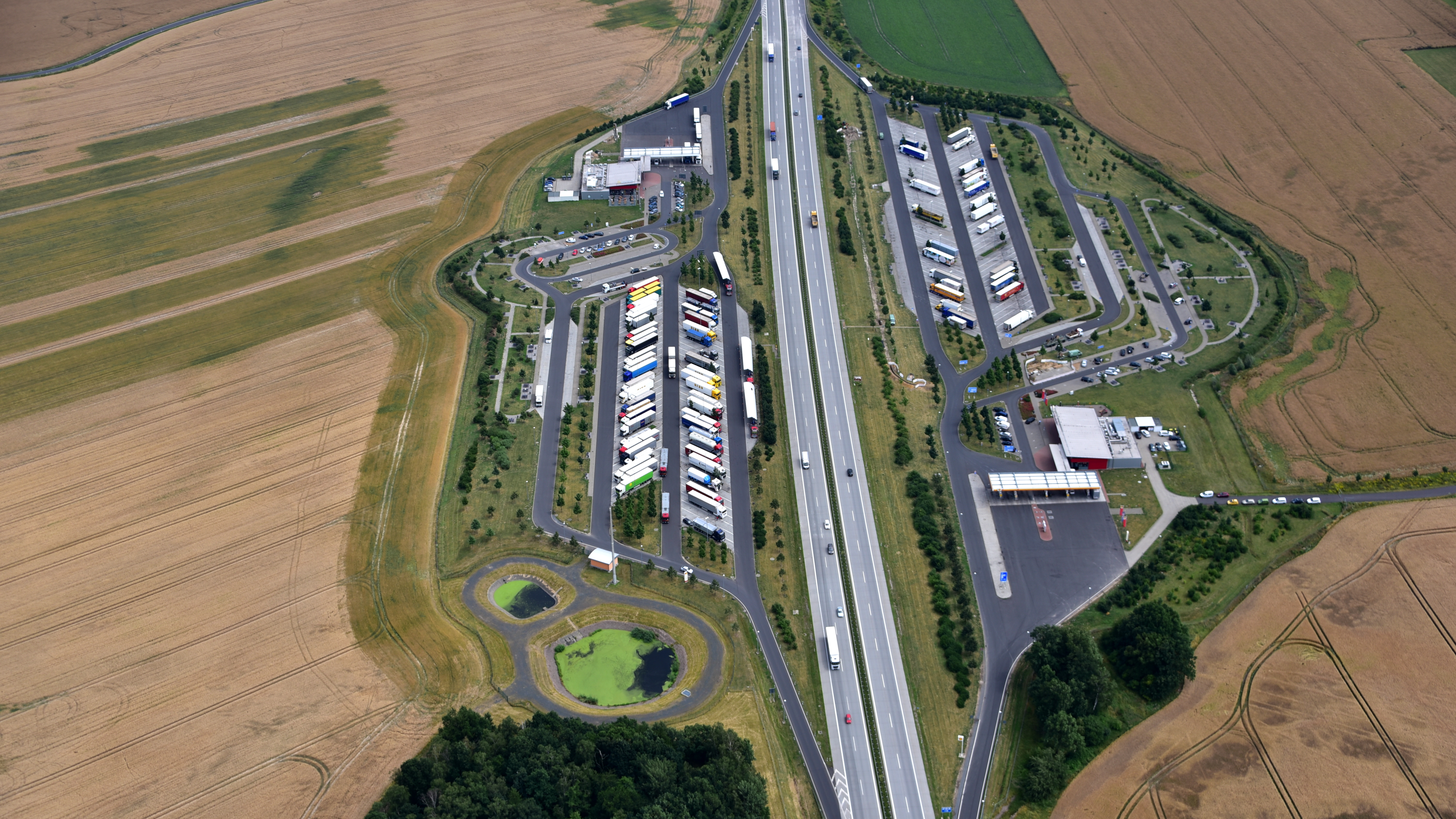
Área de servicio de Muldental, en la autopista alemana A14.

La frecuencia y calidad de áreas de servicio en Europa difiere de un país a otro.

### Alemania y Austria
Raststätte es el nombre de las áreas de servicio en las autopistas alemanas y austriacas. Incluye una gasolinera, teléfonos públicos, restaurantes, baños, aparcamiento y ocasionalmente un hotel o un motel. Si el área de servicio pertenece a una autopista está nombrado como Rasthof o Autohof.
Las pequeñas áreas de aparcamiento se conocen como Rastplatz. Son más frecuentes y únicamente poseen mesas de pícnic y a veces lavabos (señalizados).

### España
En España las grandes áreas de servicio no son muy comunes más allá de las existentes en autopistas de peaje. Por lo general los automovilistas son dirigidos a establecimientos ubicados en localidades próximas a la vía, donde dan servicio tanto a conductores como a la población local. La disponibilidad de estos servicios es advertida a los conductores en las salidas de autopistas y autovías mediante señalética.

### Finlandia

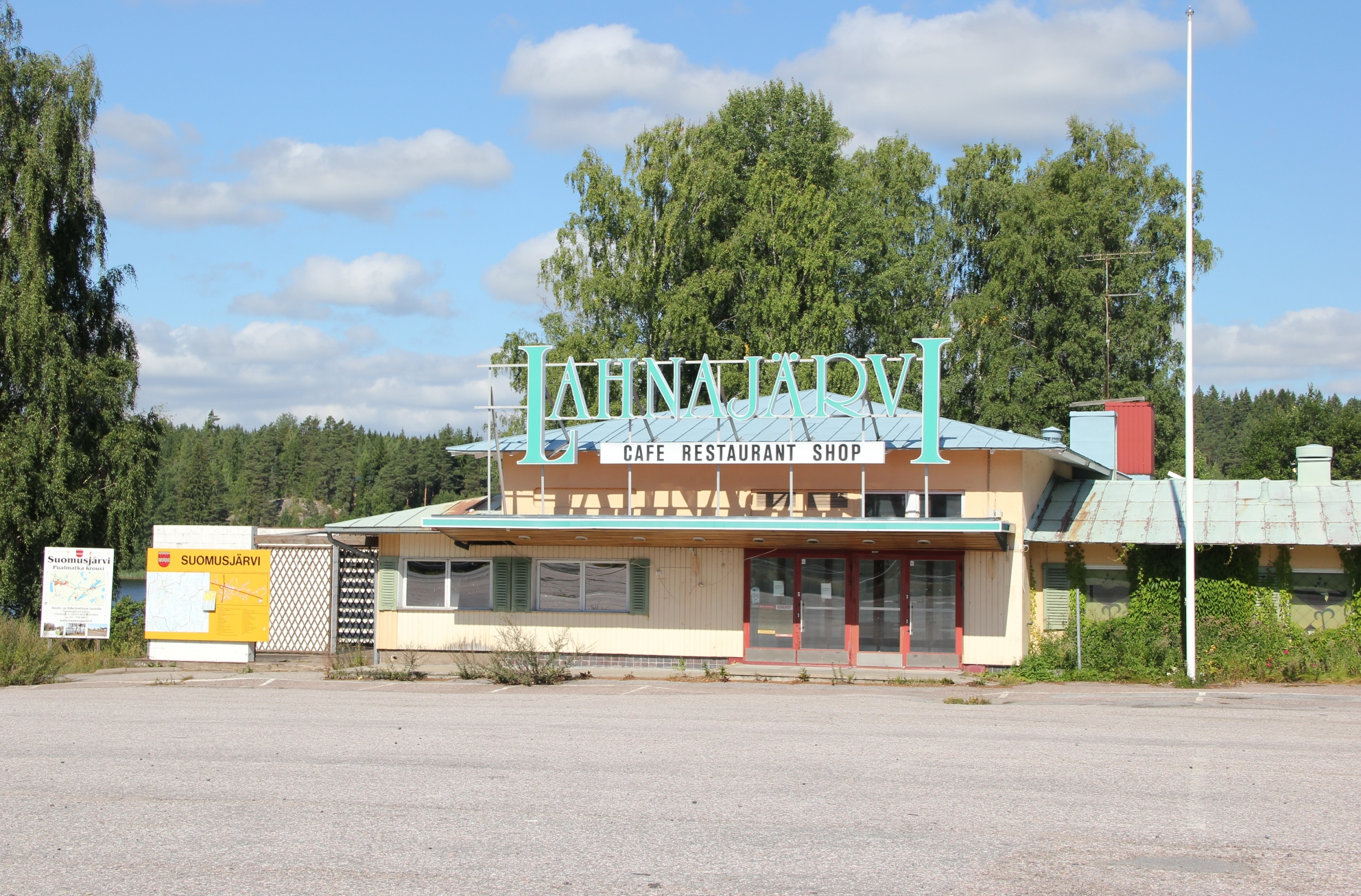
Un área de descanso en Lahnajärvi (Finlandia).

Las áreas de servicio son construidas y mantenidos por el gobierno nacional, pero el municipio local proporciona mapas y servicios sanitarios. Si hay comercios, la tienda tiene la responsabilidad de mantener limpia el área. Este tipo de instalaciones están diseñadas mayoritariamente para  viajes de larga distancia. La recomendación es que existe una cada 20 km.

### Francia
En Francia existe áreas de servicio y zonas de pícnic en toda la red de autopistas repartidas cada 20 km. Ambos tipos también pueden ser encontrados en carreteras nacionales, siendo menos frecuente que en autopistas. Son conocidas como aires, específicamente como aire de servicio y aire de pique-nique respectivamente, mientras aire de repos ("área de descanso") normalmente se refiere a una zonas de pícnic. Normalmente reciben su nombre de la ciudad o pueblo más cercano, como "aire de Garonne".

### Reino Unido
Casi todas las áreas de servicio de la autopista (MSA) en el Reino Unido son propiedad del Departamento del Transporte con arrendamientos de 50 años a las compañías privadas que las operan.

## Norteamérica

### Estados Unidos y Canadá
En EE. UU. muchas de estas áreas surgieron a lo largo del inicio del siglo XX como una respuesta al progresivo aumento de tráfico de bienes y servicios, así como también de viajeros que comenzaban sus desplazarse largas distancias debido a la masificación del motor de combustión interna para propulsar tanto los automóviles como los camiones. Aunque el fin original era facilitar el descanso a los camioneros así como darles facilidades de hospedaje, muchas de estas paradas de camiones se han diversificado, llegando a ser puntos de atractivo turístico y de concentración de automovilistas. Tal es el caso de la denominada Iowa 80 en EE. UU., una área de servicio localizada en la carretera interestatal 80 que conecta Nueva York con California que también es sede de un evento anual de exhibición de camiones pesados tanto clásicos como modernos con diferentes niveles de personalización. Lo mismo ocurre con otro establecimiento denominado Carl´s Corner en el estado de Texas, conocido por tener un auditorio donde actúa el cantante de música country Willie Nelson y ser, además, el primer punto conocido por surtir combustible biodiésel en la zona.[cita requerida]
En la cultura popular las áreas de descanso también atraen a los visitantes relacionados o no con el mundo del transporte por carretera. Muchos[¿quién?] han visto a los camioneros como «los últimos vaqueros» por su estilo de vida nómada de su profesión, mostrando estas áreas de descanso como parte de sus puntos de encuentro dónde socializan entre ellos, algo que se muestra comúnmente en la cultura popular a través del cine y la televisión.
Los estilos de música Country, Hillbilly, Bluegrass, Tex-mex y Wéstern se suele relacionar con este tipo de establecimientos. Del mismo modo la multiculturalidad ha alcanzado estos espacios debido a la cercanía de EE. UU. con México, logrado permear en ellos géneros regionales mexicanos debido a la convivencia en estos espacios transportistas de ambas culturas.

### México
Siendo un país latinoamericano, la características de las áreas de descanso en México es más particular aunque no por ello menos interesante que las del vecino país. Similar a lo mencionado en el anterior punto,los caminos al no tener la misma calidad que los del vecino país y pocas autopistas interestatales libres en buen estado los tiempos de camino son más largos,no obstante las áreas de descanso aquí tienen una historia similar ya que se originan desde que los transportes pesados en el país comenzaron a proliferar según las necesidades del país,tanto los años 20,30,40 y demás eran épocas muy nutridas de paradas improvisadas incluso en casas privadas y hasta cierto punto familiares.[cita requerida]
Es cerca de los años 1950,cuando comienza una mejora paulatina a muchos caminos y sobre todo más tránsito vehicular tanto de carga como de pasaje las áreas de servicio comienzan a proliferar de una forma discreta entre gasolineras de la marca Pemex y ciertos terrenos baldíos que se adaptan a venta de alimentos de manera local, y con el paso de los años tanto en autopistas de cuota como en carreteras de libre acceso, existen todo tipo de paradas de descanso que pueden ir desde simples establecimientos en la ruta hasta establecimientos más grandes que pueden ser similares a las paradas ubicadas en los estados unidos. 
Por lo tanto, la historia de las paradas de descanso también está relacionada al movimiento entre los estados de la república pero a la vez también permite conocer la familiaridad y la calidez que brinda la hospitalidad de cada rincón del país, incluso pueden comerse ciertos platillos de la región en paradas improvisadas como en otros establecimientos ya más grandes y que incluso a tiempos recientes están comenzando a tener franquicias. Otras más también incluyen a gasolineras que incluyen tiendas de conveniencia,y conjuntos grandes que engloban casi todo tipo de comercio para los viajeros civiles y transportistas tanto en modalidad de carga como también de pasaje,en esta última en viajes largos el chofer del autobús interurbano puede dar cierto tiempo para descender de la unidad para que puedan comer,ir al sanitario o comprar recuerdos del lugar donde tienen dicha parada de descanso.
Similar a lo que es el género de la música Country,para los estadounidenses y en parte para los canadienses,los camioneros y transportistas mexicanos que frecuentan dichos lugares les son afines los géneros como los tocados por los mariachis, música ranchera, cumbia, música norteña, vallenato (aunque es colombiano, también es escuchado), música grupera, así como otros géneros más conocidos de manera popular,incluso estos gustos han traspasado las fronteras para ser difundidos entre camioneros de origen latinoamericano que trabajan en estados unidos.

## Asia

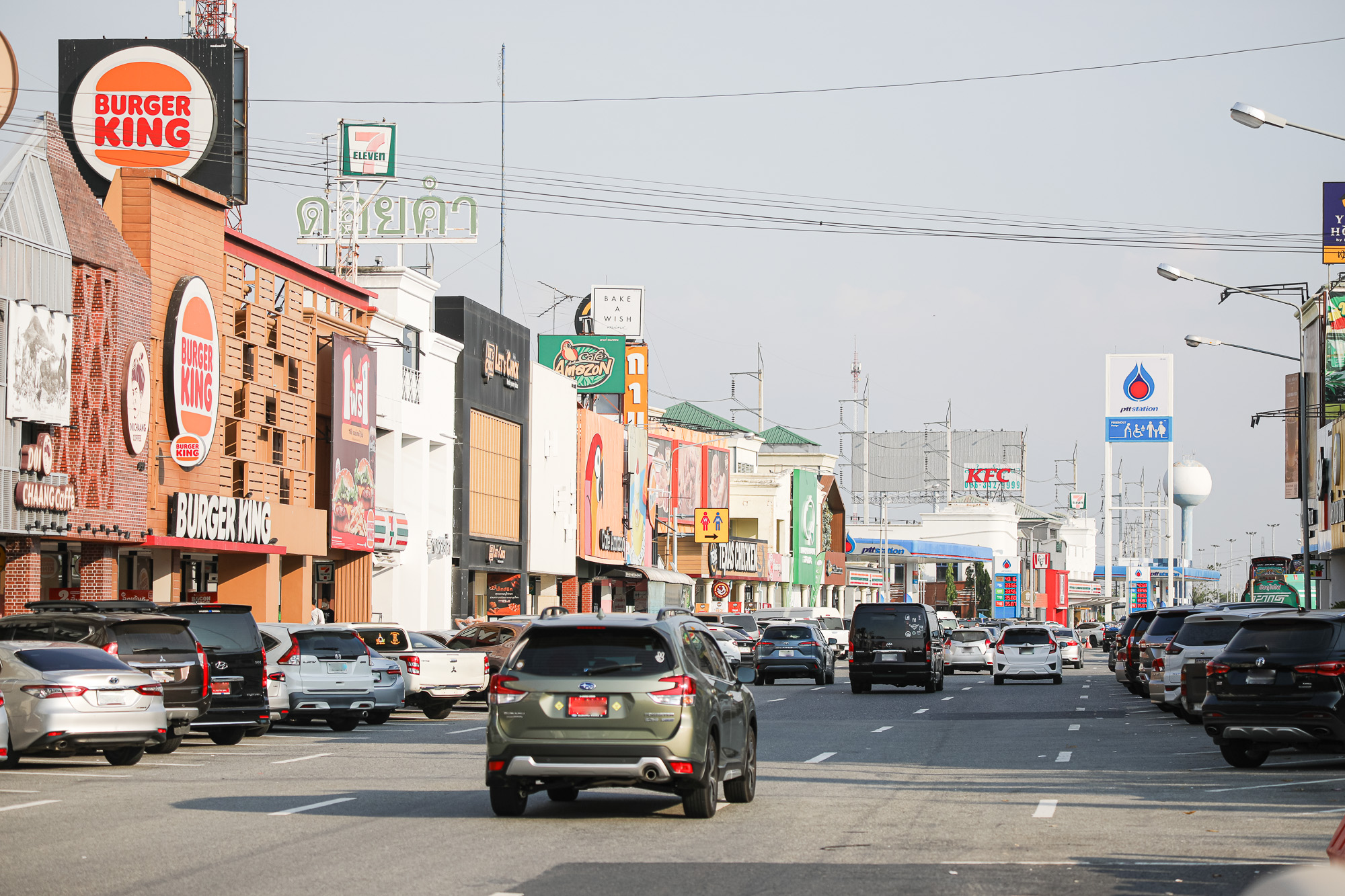
Gran área de descanso con múltiples restaurantes y tiendas, en la Autopista 7, en Tailandia

### Malasia
En Malasia, Indonesia, Irán, Arabia Saudí y Turquía las áreas de descanso disponen de capillas de oración (musola) para los musulmanes que viajan más de 90 kilómetros (2 marhalah; 1 marhalah ≈ 45 kilómetros). 

### Japón
En Japón hay dos grados de áreas de descanso en sus autopistas de peaje. El tipo de área de descanso más importante recibe el nombre de "Área de Servicio" o un SA.
Las SA suelen ser instalaciones muy grandes con aparcamientos para cientos de automóviles y muchos autobuses, que ofrecen servicios sanitarios, áreas para fumadores, tiendas de conveniencia, zonas de recogida de excrementos para mascotas, restaurantes, tiendas de recuerdos, gasolineras e incluso atracciones turísticas. Por lo general estas áreas son distribuidas aproximadamente para cada hora de viaje y usadas a menudo en paradas previstas por autobuses de largo recorrido.
El otro gran tipo son las Áreas de Aparcamiento o PA. Los PA son mucho más pequeños distribuidos en la red para cada 20 minutos de viaje aproximadamente.. Además de un pequeño aparcamiento, disponen de lavabos y fuentes y máquinas de vending, mientras algunos áreas de aparcamiento más grandes poseen tiendas pequeñas y ocasionalmente una gasolinera (aunque de dimensiones mucho más pequeñas que las de un Área de Servicio). 

### Corea del Sur
En Corea del Sur una área de descanso normalmente incluye un parque y una tienda de especialidades locales. La recarga de teléfonos móviles es gratuita y existe conexión wifi en todas ellas.

### Tailandia
En Tailandia el viaje en autobús es común y muchos viajes de largo recorrido suelen incluir paradas en áreas de descanso diseñadas para pasajeros de autobús. Estas paradas de descanso normalmente tienen un restaurante barato de fideos o curry, así como una pequeña tienda para comprar comida.

## Australia

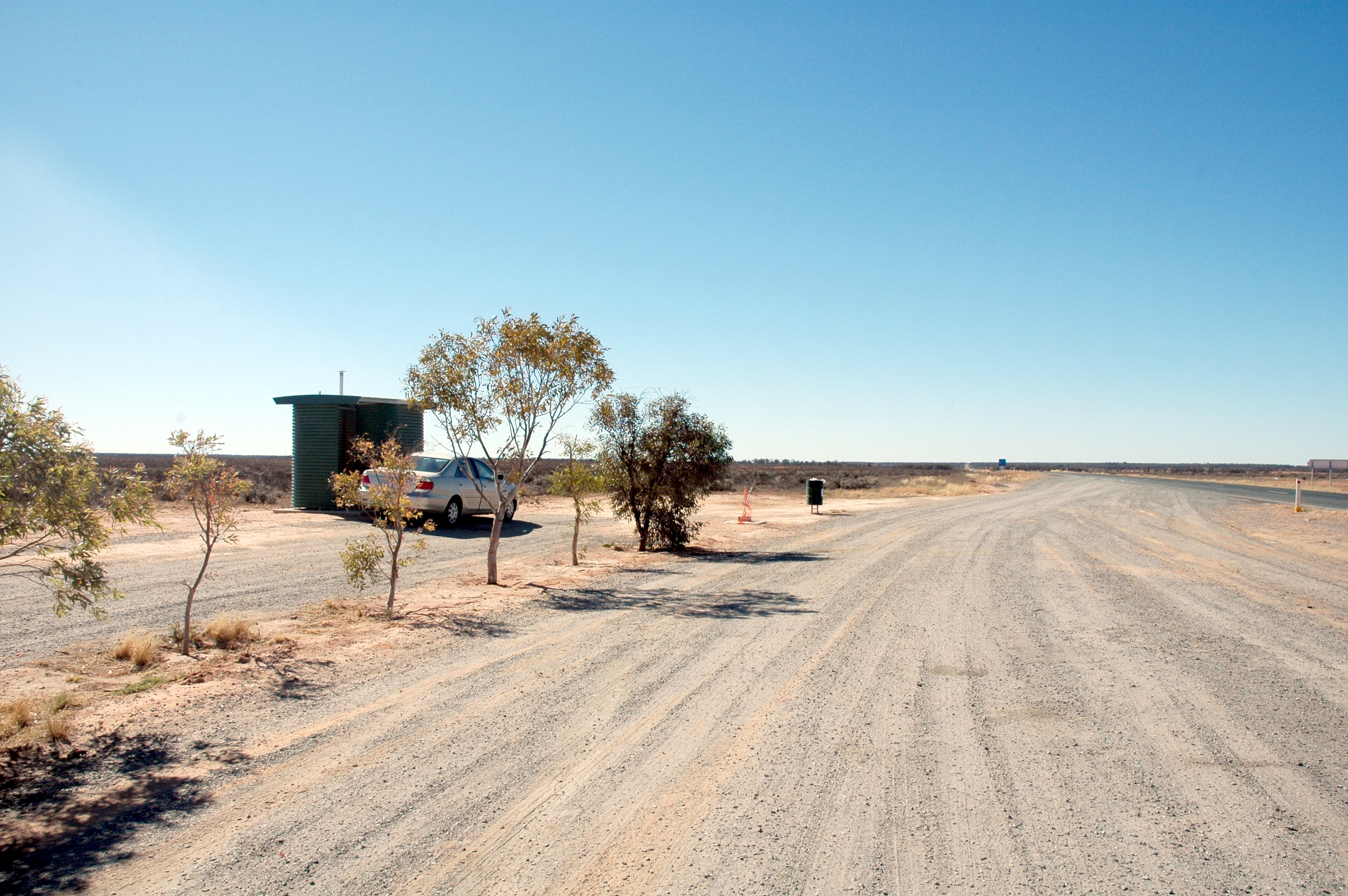
Apartadero de un área de descanso situado a 20 kilómetros al norte de Wentworth, en Nueva Gales del Sur (Australia).

Las áreas de descanso en Australia son una característica común de la red de carretera en áreas rurales. Su creación y mantenimiento son responsabilidad una gran variedad de autoridades de transporte a nivel estatal o local.
Las instalaciones y los estándares varían ampliamente y son impredecibles: un área de descanso bien equipada tendría cubos de basura, una mesa de pícnic, fuente de agua (a veces alimentado por un tanque de lluvia), barbacoas, lavabos y, en menor medida, duchas. Las situadas especialmente en ubicaciones más remotas puede carecer de algunos o incluso todo de estas instalaciones: en Australia del Sur un área de descanso puede ser no más de una sección de terreno aclarada próxima a la carretera con una señal que indica su propósito.
Las áreas de descanso  en Australia no proporciona estaciones de servicio o restaurantes (tales instalaciones se definen como roadhouses o paradas de camiones), aunque puede haber caravanas, a menudo dirigidas por organizaciones benéficas, que proporcionan refrescos a los viajeros.
La comodidad y la higiene son consideraciones importantes para las autoridades responsables, aun cuando en los sitios remotos pueden ser muy caros de limpiar y mantener  y el vandalismo es común. Además, la dependencia de Australia del transporte por carretera mediante vehículos pesados puede llevar a la competencia entre las necesidades de los viajeros de recreo frente a los conductores de vehículos pesados: en las principales carreteras troncales es común ver áreas de descanso en las que específicamente se segrega  a estos dos grupos de usuarios. Así por ejemplo, generalmente no se permite la ocupación nocturna de las áreas de descanso. En cambio en Queensland sin embargo las áreas de descanso bien mantenidas a veces invitan explícitamente a pasar la noche a los viajeros, como medida de seguridad vial, pero esto es raro en otros lugares.